# 白紋笛鯛
白紋笛鯛（學名：Lutjanus jocu）為輻鰭魚綱鱸形目鱸亞目笛鯛科的其中一種，分布於西大西洋區，北起美國麻州，南至巴西聖保羅的海域，棲息深度2-40公尺，體長可達128公分，棲息在沿海珊瑚礁、岩礁海域、河口區，屬肉食性，以魚類、無脊椎動物等為食，作為食用魚及觀賞魚有一定商业价值。

## 物种发现
白紋笛鯛在1801年为德国生物学家馬庫斯·埃利澤·布洛赫和约翰·戈特洛布·特埃努斯·施奈德二人首次描述，但并未给出模式产地位置，后人认为是在哈瓦那附近海域。其种加词Jocu据说是古巴本地人对这种鱼的称呼。

## 外貌特征
白紋笛鯛身体较高且扁，胸鳍修长，可延伸至肛门处，长有16至17根软条；尾鳍尖端略微凹起，臀鳍为圆形，有3根棘刺和8根软条；背鳍分为二片，共有10条棘刺和14-15根软条。 该鱼鼻孔位于身体前部，嘴相对较大，上颚凸出，在嘴闭时位于颧骨之下。该鱼上颚长有一对极大的尖牙，其尺寸甚至足以使其在鱼嘴闭上时看到。该鱼的犁齿则位于嘴中部且朝后延伸很长一段距离，大体排列呈船锚或月牙形。 此外，该鱼的上颚处还长有一组较小的牙齿。该鱼前鳃盖骨上长有发育不明显的刻痕以及圆形凸起物。
白紋笛鯛在长到31-36cm左右时性成熟，最长可达128cm、重28.6kg，但大部分成年个体长度约为60cm。
成年个体的肋腹上半部与背部为橄榄绿色，有时长有白色条纹，肋腹下半部和鱼肚则为红色或黄铜色，背鳍和尾鳍的软条为红色，但其余部分为橄榄绿色，而胸鳍、腹鳍和臀鳍则为红色，眼睛下方有一个白色的三角形。同成年个体不同，幼年个体长有自眼角延伸至鳃盖的竖直深蓝色条纹，在成年个体上这一特征变为了一排蓝色小点。

## 物种分布
白紋笛鯛分布于马萨诸塞州以南到德克萨斯州鲜花花园珊瑚礁的美国海岸、巴哈马群岛、加勒比海、墨西哥湾，最南可达巴西圣保罗附近海域。此外，在西非的普林西比岛和大西洋上的阿森松岛均曾发现离群个体。 在2010年，有人在意大利的利古里亚海发现白紋笛鯛，这是该鱼出现在地中海海域的首次记录，学界认为该鱼亦是离群个体。

## 生活习性
白纹笛鲷生活于10米到150米水深的岩礁、人造礁石和珊瑚礁上，最常见于20-80米处，而在更浅的水域一般来说仅能找到非常小的鱼苗。幼鱼可能会栖息在河口湾与三角洲等咸淡水交汇的水域，且从河口湾到较深的海域的个体长度大致呈递增趋势。
白紋笛鯛为夜行性肉食动物，主要食物为小型鱼类和底栖的无脊椎动物（例如甲壳动物、软体动物和头足类）。
白紋笛鯛繁殖季为春季，会在繁殖期间出现大规模的聚集，且往往和巴西笛鲷Lutjanus cyanopterus一同聚集。该鱼一般会在六岁时达到性成熟，寿命则目前尚无定论，有9年（基于佛罗里达礁岛群的种群）、16年（基于古巴的种群）、20到29年（基于巴西的种群）和29年（基于墨西哥湾的种群}）等诸多说法。

## 与人类的关系
白紋笛鯛在其分布范围内很多国家都是一种食用鱼，包括洪都拉斯、波多黎各、古巴、美国本土、伯利兹、牙买加。渔民会使用种种方式来捕获该鱼，包括鱼叉、垂钓、刺网和围网等，并作为鲜鱼或是冻鱼在市场上销售。出于物种保护，北卡罗莱纳州、南卡罗莱纳州和佛罗里达州均对该鱼的捕捞有所限制：钓客或是渔民需要放生任何长度低于12英寸（30.48cm）的个体，且非商业捕捞者每天有10条笛鲷的捕捞上限。
然而，作为一种大型的珊瑚礁鱼类，许多大型个体体内蓄积有雪卡毒素，尤其以在美属维尔京群岛、古巴和小安的列斯群岛居多。因此在古巴，法律禁止食用超过24cm或是4kg以上的个体以防止雪卡毒素中毒。在加勒比海以外的个体一般没有雪卡毒素，这也导致许多南美洲国家对白纹笛鲷的捕捞量极大（譬如巴西）。

## 擴展閱讀
維基物種上的相關：白紋笛鯛